# Bagisara repanda
Bagisara repanda är en fjärilsart som beskrevs av Fabricius 1793. Bagisara repanda ingår i släktet Bagisara och familjen nattflyn. Inga underarter finns listade i Catalogue of Life.

## Bildgalleri

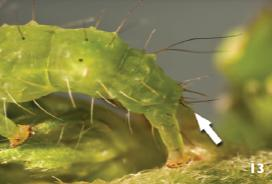
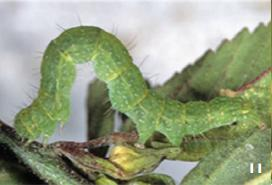